# Telaga Biru
Telaga Biru is een bestuurslaag in het regentschap Bangkalan van de provincie Oost-Java, Indonesië. Telaga Biru telt 2706 inwoners (volkstelling 2010).